# Damien Vauthier
Damien VAUTHIER est un artisan et dirigeant français, spécialisé dans le secteur de la boulangerie pâtisserie. Il est connu pour son rôle en tant que ex Président de l’Union Patronale des Boulangers du Doubs,  où il représentait et défendait les intérêts des artisans boulangers-pâtissiers du département. Actif dans la promotion et la valorisation de la boulangerie artisanale, Damien VAUTHIER intervient régulièrement dans les médias régionaux sur des sujets économiques et sociaux liés à la filière, tels que le prix du pain, la formation professionnelle et le maintien des commerces de proximité. Son engagement auprès des professionnels locaux et son ancien rôle de porte-parole des boulangers du Doubs fait de lui une figure centrale du secteur dans la région. 
En juin 2025, Damien VAUTHIER a dû fermer trois de ces quatres boutiques (Etupes, Colombier-Fontaine et Bavans), décision qu’il a expliqué par des difficultés économiques et la nécessité de recentrer son activité. Il perd également son rôle de Président de l’Union Patronale des Boulangers du Doubs  ce même mois.